# ويواكسيا
ويواكسيا هي جنس من الحيوانات ذات الأجسام الرخوة، مغطاة بحراشف كربونية وأشواك تحميها من الحيوانات المفترسة. الأحافير المكتشفة للويواكسيا غالباً ما تكون على شكل حراشف منفصلة، ولكن في بعض الأحيان يمكن العثور عليها كأحفورة كاملة. تم العثور على هذه الأحافير في ترسبات العصر الكمبري والكمبري الأوسط في أماكن متفرقة حول العالم. قيمكن أن يصل حجم الويواكسيا إلى 5 سم (2 بوصة) عند النمو الكامل، وقد تم العثور على عينات من الأفراد الصغار، حيث يصل طول الأصغر منها إلى 2 مليمتر (0.079 بوصة).
تواصلت النقاشات حول تصنيف الويواكسيا وتحديد أقربائها في التصنيف البيولوجي، ولم يتم التوصل إلى توافق على هذا الأمر لفترة طويلة. الباحثون كانوا متباينين بين احتمالين لفترة طويلة. من جهة، بدت ترتيبات حراشف الويواكسيا مشابهة بصرياً لبعض حراشف الديدان الحلقية. ومن جهة أخرى، يشير شكل فم الويواكسيا وشكلها العام إلى وجود علاقة مع الرخويات التي لا تمتلك أصدافاً. ولكن في السنوات الأخيرة، تراكمت الأدلة التي تشير إلى علاقة الويواكسيا بالرخويات، استناداً إلى تفاصيل جديدة حول فم الويواكسيا وحراشفها وتاريخ نموها.
يحتوي التفرع الحيوي المقترح هالواكسيدا على الويواكسيا بالإضافة إلى العديد من حيوانات الكمبري المماثلة لها.

## الوصف
يركز هذه الوصف على نوع Wiwaxia corrugata، والتي أكتشف المئات من العينات الكاملة منها في طفل برجس؛ وأما الأنواع الأخر منها، فمعروفة فقط من بقايا متفرقة أو عينات قليلة العدد محدودة ولا تعد هذه العينات ممثلة كفاية.

### الجسم
جسم الويواكسيا متناظر ثنائيًا؛  جسمها بيضاوي متناظر عند النظر له من الأعلى، ولا يحتوي جسمها على رأس أو ذيل، وعند النظر من الأمام أو الخلف فإن شكلها شبه مستطيل. يمكن أن يصل طولها إلى حوالي 5 سنتيمتر (2.0 بوصة). يشكل تقدير الطول تحديًا نظرًا لما تعرضت له العينات من ضغط بعد الوفاة. قد يكون ارتفاع العينة النموذجية 1 سنتيمتر (0.39 بوصة)، بدون احتساب طول أشواكها الظهرية. يبدو أن نسبة العرض إلى الطول ثابتة ولا تتغير مع نمو الحيوان.
الجانب السفلي المسطح للويواكسيا، الذي يتميز برخاوته و عدم تدريعه، يحتوي على "قدم" تشبه البزاقة. لا يعرف إلا القليل عن تشريحها الداخلي، ولكن يعتقد أن القناة الهضمية تمتد بشكل مستقيم من الجزء الأمامي إلى الخلفي. عضو التغذية يتموضع في الجزء الأمامي من القناة الهضمية، ويتكون من صفين (أو ثلاثة صفوف في بعض العينات الكبيرة النادرة) من الأسنان المخروطية المتجهة نحو الخلف. جهاز التغذية صلب بما فيه الكفاية ليتحفر ويتم الحفاظ عليه في عدة عينات، ولكنه غير متمعدن ويتميز بمرونة معينة.

### الصليبات
تغطى الوياكسيا بثمانية صفوف من الصفائح المدرعة المضلعة الصغيرة فيما يسمى بالصليبة. هذه الصفائح تتموضع بشكل مسطح على الجسم، ومتداخلة بحيث تغطي مؤخرة كل واحدة منها الجزء الأمامي للتي خلفها. تشكل الصفائح خمس مناطق رئيسية: الجزء العلوي، والجزء العلوي من الجانبين، والجزء السفلي من الجانبين، والمقدمة، والقاع. معظم الصليبات تأخذ شكل أوراق بيضاوية، بينما الصليبات البطنية الجانبية، الأقرب لقاع البحر، لها شكل هلال، وتشكل صفًا واحدًا. أما العينات الأكبر حجمًا (> 15 مم تقريبًا) تحمل صفين من الأشواك المضلعة الممتدة من الأمام إلى الخلف، أحدهما على طول كل جانب من السطح العلوي، بارزين للخارج ولأعلى قليلاً، مع منحنى طفيف للأعلى بالقرب من الأطراف. على الرغم من أن الأشواك في منتصف كل صف عادة ما تكون الأطول، بطول قد يصل إلى 5 سنتيمتر (2.0 بوصة)، تحتوي بعض العينات على أشواك متوسطة قصيرة إلى حد ما تمثل بدائل نابتة جزئيًا.
كل صليبة لها جذر مستقل في الجسم؛ إذ تشكل جذور الصليبات حوالي 40٪ من الطول الخارجي أو أقل قليلاً، في حين أن جذور الأشواك تزيد قليلاً عن 25٪ من الطول الخارجي؛ كلها متجذرة في جيوب داخل الجلد، مثل بصيلات شعر الثدييات. جذور الصليبات أضيق من الصليبة نفسها ضيقاً ملاحظًا، لكن الأشواك جذورها واسعة مثل اتساع قواعدها؛ كلا النوعين من الجذور مكون من أنسجة رخوة إلى حد ما. وأما الصليبات والأشواك ليسوا متمعدنين، ولكنهم مكونين من بوليمر عضوي صلب (ذو أساس كربوني). قام بترفيلد في 1990 بفحص بعض الصليبات تحت مجهرين، مجهر إلكتروني وآخر بصري وخلص إلى أن الصليبات ليست مجوفة، وأن القواعد تنقسم وتنتشر على شكل شفرات، وهو نمط يُرى أيضًا في أوراق أحاديات الفلقة. تحمل الصليبات نسيجًا داخليًا من الغرف الطولية، مما يشير إلى أنها تم توليدها من قواعدها بطريقة مشابهة لما هو موجود عند العجلانيات العرفية.
كما هو معروف من الماريلا والكاناديا، قد تكون الصليبات ذات تقزح لوني بسبب أدلة أخذت من محزز الحيود.

### تطور الجنين
تتكون صليبة الويواكسيا من ثمانية صفوف من الصليبات، مرتبة في حزم. يتم التخلص من الصليبات بشكل دوري وتستبدل أثناء النمو، ويزداد عدد الصليبات في كل حزمة مع تقدم الحيوان في العمر لإنتاج صلب سميك. بمجرد أن تصل العينات إلى حجم معين، تضاف الأشواك إلى الصلبة؛ هذا الحجم يقدر بحوالي 15 ملم في نوع W. curugata ولكنه أصغر بكثير في نوع W. taijengensis . فُسرت عينة في مرحلة طفولتها على أنها انسلاخ،  ولكنها في الواقع تمثل فردًا واحدًا مطويًا من الويواكسيا.

## البيئة

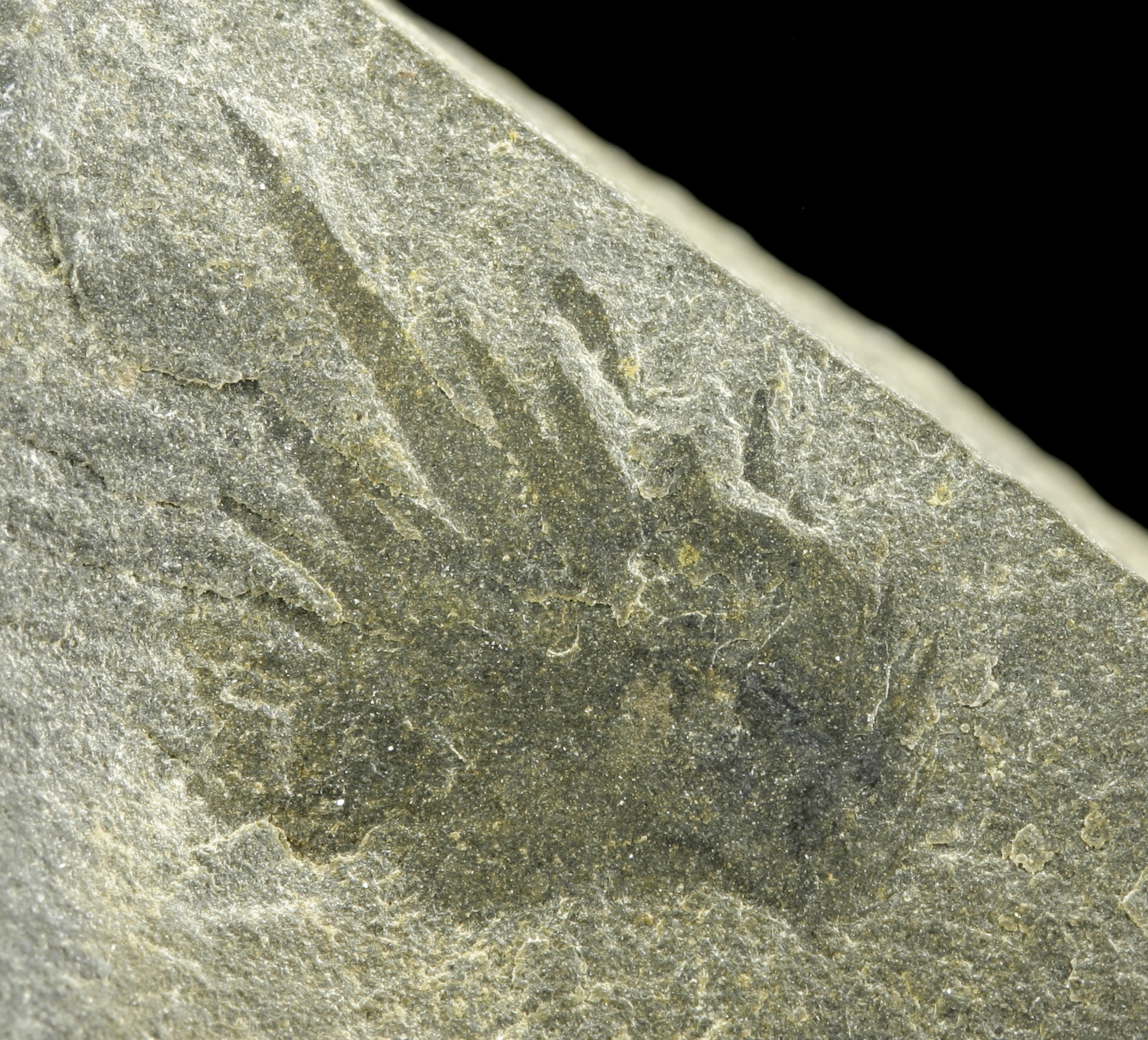
وياكسية صغيرة، أجزاء الفم واضحة، الأحفورة من طفل برجس.

الأشواك الظهرية الطويلة قد تكون وسيلة دفاع ضد الحيوانات المفترسة. يبدو أن الويواكسيا تتحرك بواسطة تقلصات قدمها الشبيهة بالبزاقة على جانبها السفلي. في إحدى العينات، أكتشف أحفورة لحيوان من جنس منقرض من عضديات الأرجل، متشبثة بأحدى الصليبات البطنية الجانبية. هذا قد يشير إلى أن الويواكسيا البالغة لم تحفر أو تحرث كثيرًا في قاع البحر أثناء تحركها. عثر على عينتين أخريين فيهما أحافير لعضديات الأرجل وهن متشبثات بصليبات الويواكسيا الظهرية. يبدو أن الويواكسيا كانت تعيش بمفردها وليست مجتمعات. قد يكون جهاز التغذية بمثابة مبرد لكشط البكتيريا من أعلى الحصيرات الميكروبية التي تغطي قاع البحر، أو كمجرفة لتجميع جزيئات الطعام من قاع البحر.

## التصنيف
خلال العصر الكمبري، بدأت معظم المجموعات الرئيسية للحيوانات المعروفة اليوم في التباعد والتفرغ. ونتيجة لذلك، تظهر العديد من السلالات (التي ستنقرض لاحقًا) في مواقع تقاطع بين مجموعتين أو أكثر من المجموعات الحديثة، أو تفتقر إلى السمات المشتركة بين جميع الأعضاء المعاصرين في المجموعة، مما يجعلها تقع في " المجموعة الجذعية " للتصنيف الحديث. ما يزال الجدل مستمرًا حول ما إذا كان من الممكن تصنيف الويواكسيا ضمن مجموعة تاج حديثة، وإذا تعذر ذلك، ففي أي مجموعة تقع هذه المجموعة.
عندما وصف والكوت الويواكسيا لأول مرة، اعتبرها دودة حلقية من كثيرات الأشعار متعددة الرؤوس، واصفاً صليبتها  بأنها شبيهة بغمد الحلقيات. في الوقت الحاضر، الجدل ما زال محتدماً حول تصنيفاتها المقترحة: إما أن تكون عضواً في شعبة منقرضة مرتبطة بالرخويات ارتباطاً وثيقاً؛ أو مجموعة تاج من الديدان كثيرات الأشعار، أو مجموعة جذعية من الديدان الحلقية، أو ربما كانت مجموعة جذعية أو ربما مجموعة تاج بدائية من الرخويات.
وافق سيمون كونواي موريس في عام 1985على وجود تشابها مع كثيرات الأشعار، لكنه اعتبر أن صليبة الويواكسيا تختلف في بنيتها عن غمد الديدان الحلقية. كان أكثر إعجابًا بالتشابهات بين جهاز تغذية الويواكسيا ومبرد الرخويات، ونسب هذا الكائن إلى اصنوفة جديدة من الرخويات، واقترح بأن هذه الأصنوفة يجب أن تحتوي أيضًا على الرخويات والهيوليثيدات. عندما وصف لاحقًا العينات الأولى الكاملة تقريباً ما من الهالكيريد، اقترح أن هذه ترتبط ارتباطًا وثيقًا بالويواكسيا.
متأثراً بمحاضرات ستيفن جاي غولد، أيد نيك باترفيلد الفكرة التي تقول بأن الصليبات لم تكن مثل الأغماد، التي كانت ممتلئة وناعمة نسبيًا. ونظراً لصلابة الصليبات  فقد خلص إلى أن الويواكسيا لا يمكن أن تكون عضوًا في أصنوفة "كويلوسكليريتوفورا"، وهي أصنوفة اقتُرِحت لتوحيد الكائنات الحية ذات الصليبات المجوفة، والتي لا يمكن أن يكون لها ارتباط بالهالكيريدات ذات الصليبات المجوفة. بدلاً من ذلك، اعتقد أنها كانت متشابهة جدًا من عدة نواحٍ مع الشعيرات الكيتينية (الهلب) التي تظهر في أجسام الديدان الحلقية الحديثة وفي بعض الأجناس ذات القشور الشبيهة الأوراق التي تغطي ظهورها في بنية شبيهة ببلاط السقف، وفي بنيتها المفصلة، وفي كيفية تعلقها بالجسم عن طريق "البصيلات" وفي مظهرها العام. تطورت بعض الديدان الحلقية الحديثة لتملك على كل جانب من جوانبها صفوف من شعيرات أطول، والتي اعتبرها كل من والكوت و باترفيلد مشابهة للأشواك الظهرية للويواكسيا. بما في ذلك الهالكيريديات.
أكد باترفيلد أيضًا أن جهاز تغذية الويواكسيا، بدلاً من أن يتموضع في منتصف "رأسه"، يحتمل أنه متموضع في جزأين على جانبي "الرأس"، وهو ترتيب شائع في الديدان كثيرات الأشعار. لقد ذهب بعيداً إلى حد تصنيف الويواكسيا كعضو في رتبة حديثة، وهي رتبة الفيلودوسيات، وأشار إلى أن الإفتقار الواضح للتجزء الويواكسيا لا يمثل عائقًا أمام هذا التصنيف، حيث أن بعض الديدان كثيرات الأشعار الحديثة لا تظهر أيضًا أي تجزء إلا أثناء نموها. لاحظ لاحقًا أن الويواكسيا تفتقر إلى بعض الميزات متعددة الأشكال التي يتوقع أن يتم حفظها بسهولة في الأحافير، وبالتالي فهي عبارة عن مجموعة جذعية من الديدان الحلقية، وبعبارة أخرى "عمة" تطورية للحلقيات الحديثة.

قبل كونواي موريس وبيل عام 1995 إلى حد كبير حجج باترفيلد وعاملوا الويواكسيا على أنها سلف أو "عمة" لكثيرات الأشعار، وقالوا إن باترفيلد قد أخبرهم أن التركيب المجهري لصليبات الويواكسيا كان مطابقًا لشعيرات كائنين أثنين أحافير الديدان كثيرات الأشعار في طفل برجس وهما الكاناديا والبرجسوشيتا. كتب كونواي موريس وبيل أيضًا أن عينة واحدة من الويواكسيا أظهرت آثارًا لصدفة صغيرة، ربما تكون بقايا أثرية تطورية من مرحلة سابقة من تطورها، وأشاروا إلى أن مجموعة واحدة من الديدان كثيرات الأشعار الحديثة لديها أيضًا ما يمكن أن يكون صدفة أثرية. ومع ذلك، فقد أكدوا أن جهاز تغذية الويواكسيا كان يشبه إلى حد كبير مبرد الرخويات. وجادلوا أيضًا بأن الويواكسيا كانت مرتبطة ارتباطًا وثيقًا بالهالكيريدات ومنحدرة منها أيضاً، إذ تنقسم الصليبات إلى مجموعات متشابهة، رغم أن مجموعات الهالكيريدات كانت أصغر بكثير وأكثر عددًا؛ وقالوا أيضًا في عام ١٩٩٤ بأن باترفيلد وجد بأن صليبات الويواكسيا كانت جوفاء بوضوح. قدموا مخطط تصنيف تفرعي كبير يبين ما يلي:
- الهالكيريدات الأوائل كانت مجموعة "شقيقة" للرخويات، وبعبارة أخرى أحفاد سلف مشترك وثيق الصلة إلى حد ما.
- الهالكيريدات التي وجدها كونواي موريس في مرسب سيريوس باسيت في جرينلاند عبارة عن مجموعة "شقيقة" إلى عضديات الأرجل، وهي حيوانات ذات أشكال حديثة لها أصداف ذات فلقتين، ولكنها تختلف عن الرخويات في وجود سيقان عضلية وجهاز تغذية مميز، وهو ما يعرف باسم حامل العرف.
- هناك جنس هالكيرييد آخر، ثامبيتوليبس، يعتبر "عمة كبيرة" للديدان الحلقية، وكانت الويواكسيا "عمة" للديدان الحلقية.[19]

عالمة الأحياء البحرية أميلي هـ. شيلتما وآخرون (2003) ناقشوا جهاز تغذية الويواكسيا، إذ قالوا بأنه يشبه إلى حد بعيد المبرد لبعض الرخويات الحديثة عديمة الأصداف، وأن صليبات المجموعتين متشابهين جدًا. وخلصوا إلى أن الويواكسيا كانت عضوًا في فرع حيوي يحتوي على الرخويات. سلطت شيلتيما الضوء أيضًا على أوجه التشابه بين الويواكسيا ويرقات بعض الرخويات عديمة الأصداف مثل السولنغاستر.
ناقش عالم الحيوان الدنماركي داني إيباي جاكوبسن في عام 2004 بأن الويواكسيا تفتقر إلى أي صفات تؤهلها لتصنف ضمن كثيرات الأشعار أو الديدان الحلقية . اعتبر إيباي جاكوبسن بأن الشعيرات ميزة مشتركة بين الرخويات والحلقيات وعضديات الأرجل. ومن ثم، حتى لو كانت صليبات الويواكسيا تشبه الشعيرات عن كثب، وهو ما شكك فيه، فإن هذا لن يثبت بأن الديدان الحلقية أقرب أقارب الويواكسيا. وأشار أيضًا إلى أن الأعداد المختلفة جدًا من الصليبات في مناطق مختلفة من جسم الويواكسيا لا يتوافق مع أي نمط معقول من أنماط التجزء؛ بينما لم يعتقد إيبي جاكوبسن أن هذا وحده من شأنه أن يمنع تصنيف الويواكسيا ضمن الديدان عديدة الأشعار، فقد اعتقد أنه كان اعتراضًا جاداً نظرًا لعدم وجود صفات أخرى واضحة من صفات الديدان عديدة الأشعار. في رأيه، لم يكن هناك أسباب قوية لتصنيف الويواكسيا على أنها ديدان حلقية بدائية، أو رخويات بدائية، على الرغم من اعتقاده أن الاعتراضات ضد تصنيفها ضمن الديدان الحلقية كانت أقوى.
عاد باترفيلد إلى النقاش مجدداً في عام 2006، مكررًا الحجج التي قدمها أبان عام 1990 حول الويواكسيا باعتبارها ديدان مبكرة من كثيرات الأشعار، مضيفًا أنه رغم أن الشعيرات تعتبر سمة من سمات العديد من المجموعات، إلا أنها تظهر كغطاء على الظهر فقط في الديدان كثيرات الأشعار.
وجدت دراسة عام 2012 قامت بإعادة وصف أجزاء الفم، عددًا من أوجه التشابه مع مبارد الرخويات، وأطاحت ببعض الحجج الممتازة لعلاقة التقارب مع الديدان الحلقية، مما يدل على ما يبدو أن الويواكسيا كانت فعلا من الرخويات.

## التواجد
في القرن التاسع عشر، ابان عام 1899، وصف ج.ف. ماثيو الويواكسيا لأول مرة،  وذلك بناء على شوكة منفردة عثر عليها في طفل أوغيوبيسيس، وصنفها على أنها أورثيكا كوروغاتا "Orthotheca corrugata". وفيما بعد، عثر عالم الأحافير الأمريكي تشارلز دوليتل والكوت على عينات أخر في عام 1911 نتيجة لإحدى رحلاته الميدانية إلى طفل برجس ( الرواسب المنتمية إلى فترة المياولينغي، 508 مليون سنة مضت) في جبال روكي الكندية؛ وصنفها على أنها عضو في طائفة الديدان كثيرات الأشعار ضمن شعبة الحلقية في جنسها الخاص ويواكسيا كوروغاتا، وذلك بناءا على أوجه التشابه مع الأفروديتيات Aphroditidae و الديدان القشرية Polynoidae .
في السنوات اللاحقة بين عامي 1966 و 1967، أجرى فريق بقيادة هاري ب. ويتينغتون تحليلا مفصلا لأحافير طفل برجس يعيد النظر في ماهية تلك الأحافير. كان هناك 464 عينة كاملة من الويواكسيا عرفت من طبقة فوليبود الكبرى، إذ شكلو 0.88٪ من مجتمع الأحافير التي عثر عليها. وفي عام 1985، نشر سايمون كونواي موريس، الذي كان وقتها عضوًا في فريق ويتنغتون، وصفًا تفصيليًا وخلص إلى أن الويواكسيا لم تكن من الديدان كثيرات الأشعار. جاءت جميع العينات المعروفة ضمن طفل برجس أو ما حولها، حتى عام 1991، عندما أبلغ عن أحافير مجزأة من حوض جورجينا الأسترالي. في عام 2004 أبلغ عن اكتشافات إضافية قد تمثل نوعين مختلفين من نفس المنطقة.
عثر على العديد من العينات المتمفصلة من الويواكسيا في مختلف أرجاء العالم:

### 1-الصين:
عثر عليها من المرحلة 3 من الكمبري من شياوشيبا في الصين؛  وعثر أيضاً على عينات متشضية في تشينجيانج،  وكذلك في الكمبري من السلسلة ٢ من رواسب قويتشو في الصين،  وفي أدنى مستوى من طبقات المياولينغي الصينية من متكون كايلي.
الأحافير الصينية صنفت في البداية بأنها تمثل نوعًا منفصلاً؛ مثل W. corrugata، فهي تمتلك أشواكًا ومناطق صليبية (رغم أنها عرفت من بقايا مفككة)، إلا أن صليباتها لديها كثافة أعلى من الأضلاع، وهناك نوعان من الصليبات المتباينة من الأضلاع من ناحية الحجم. لكن على المستوى المجهري، لا تختلف الصليبات عن تلك التي عثر عليها في طفل برجس أو ماونت كاب،  ولكن يبدو أن الأحافير الصينية قد طورت مبكراً أشواكًا قبل مثيلاتها، مما يميزها عن W. corrugata . وعلى ما يبدو، الصليبات الحاملة للمقابض من جميع المحليات الثلاثة ينتمون إلى أنواع مختلفة.

### 2-جمهورية التشيك:
طبقات الكمبري الوسطى لعضو تيروفيتش في متكون بوكافا في جمهورية التشيك.

### 3-كندا:
متكون ماونت كاب من الكمبري السفلي (جبال ماكنزي، كندا).

### 4-أستراليا:
في طَفل خليج إيمو بجزيرة كانغارو في جنوب أستراليا، وفي مرحلة بوتوميان العليا من الكمبري السفلي. 

### 5-روسيا:
ضمن أحياء سينسك بوتوميان الوسطى في سيبيريا في روسيا.
الصليبات المفردة شائعة أيضًا في سجل أحافير العصر الكربوني الصغيرة. الاكتشافات المذكورة سابقا ومدى توزيعها جغرافياً، يبين أن الويواكسيا كانت موزعة عالمياً، و وجدت في مختلف القارات القديمة.  الأمر المثير للدهشة هو التنوع المحدود بين أنواع الويواكسيا: فجميعها لها صليبات متشابهة، وهذا يشير بأنها مرت بركود مورفولوجي على مدى 15 مليون سنة.
الأشواك المنفردة تظهر بشكل أكثر شيوعًا من الصليبات في المناطق ذات إمكانيات الحفظ الضعيفة، مما يدل على أن الأشواك كانت أكثر صلابة ومقاومة. ومع ذلك، تتناسب كميات الأشواك والصليبات في حالاتها المنفصلة في مواقع الحفظ الجيدة مثل طبقة فوليبود، بشكل متناسب مع كميات الأحافير الكاملة.
عثر على أشواك أحدث عمراً يحتمل أن لها أصل من نفس فصيلتها، وذلك في متكون فولانغو (الأوردفيشي الأوسط: دابينغيان- داريويليان) شمال البرتغال، ولم توصف هذه الأشواك لحد الآن لكن أبلغ عنها من متكون فزواطة.